# Tinus Sutherland
Martinus Adolph Cornelis (Tinus) Sutherland (Breda, 3 oktober 1917 – Eindhoven, 6 november 1982) was een Nederlandse verzetsstrijder tijdens de Tweede Wereldoorlog. Hij werd samen met de agent Karel Mans (1913-1981) in de nacht van 4 op 5 augustus 1944, in de omgeving van Groot-Ammers, boven Zuid-Holland geparachuteerd. Sutherland werkte als radiotelegrafist/codist voor het Bureau Inlichtingen (BI). Hij werd door de Sicherheitsdienst (SD) op 11 november 1944 gearresteerd. Na de bevrijding van Nederland meldde hij zich bij het BI in Eindhoven terug.

## Engelandvaarder
Ondanks zijn Schotse achternaam was Sutherland een echte Brabander. Hij was geboren en getogen in Breda en door zijn familie, vrienden en bekenden werd hij voor het gemak de “Suut” genoemd. Sutherland wilde zich in Engeland bij de Nederlandse troepen aanmelden. Hij trok liftend en te voet door België naar Frankrijk. Via Parijs, Dijon, Perpignan bereikte hij Le Soler. In het opvangcentrum en werkkamp voor Nederlanders aldaar maakte hij kennis met Gijs de Jong, een cadet van de KMA. De Jong was actief voor de koerierslijn Poligny-Nederland. Tot 19 maart 1942 verbleef Sutherland in Le Soler. Hij ontmoette hier ook Tony Visser met wie hij naar Engeland reisde.
Zonder een passeur, zonder stafkaarten en uitsluitend lopend op hun kompas bereikten de twee Engelandvaarder via de Pyreneeën Spanje, waar zij zich voordeden als Zuid-Afrikanen. Bij het Zuid-Afrikaanse Consulaat in Barcelona kregen ze een Zuid-Afrikaans paspoort. Daarna volgde een reis langs diverse gevangenissen. Via de gevangenis in Figueres en het vluchtelingenkamp Miranda de Ebro, in Burgos, reisden ze via Madrid naar Lissabon. Vervolgens voeren ze met een Belgische kustvaarder de haven uit. In volle zee stapten ze over op een Britse destroyer. Eind 1943 bereikten Sutherland en Visser via Gibraltar, de stad Plymouth in Engeland.

## In Engeland
In Engeland werden Sutherland en Visser door luitenant Gijs de Jong, die inmiddels wervingsofficier bij het Bureau Inlichtingen (BI) was geworden, geselecteerd voor de functie van agent bij het BI. Sutherland en Visser volgden in Londen de opleiding tot agent bij het BI. Samen met Tony Visser werd hij ondergebracht in Huize Anna, gevestigd in het landhuis Glenlea in West Dulwich. Het was het opvanghuis voor de agenten in opleiding. Na zijn opleiding tot radiotelegrafist was Sutherland gereed om naar bezet Nederland te worden uitgezonden. Het BI werkte nauw samen met de Engelse Secret Intelligence Service (SIS).

## Opdracht
Sutherland had als radiotelegrafist/codist de opdracht om in bezet Nederland het radiocontact te verzorgen tussen de Zendgroep “Vuurtoren” van de organisator en security-agent Karel Mans en het BI in Eindhoven. Mans de chef van Sutherland had de opdracht om een zendgroep op te richten. De zendgroep diende te worden samengesteld uit radiotelegrafisten die op 6 en 7 oktober 1944 door het BI in het noorden van Nederland boven bezet gebied werden geparachuteerd. De missie van Mans had een hoog security gehalte. Mans diende een onderzoek in te stellen naar de betrouwbaarheid van de binnen bezet Nederland werkzame agenten van het BI en de organisaties en contactpersonen waarmee de agenten samenwerkten. De rapportage diende door Sutherland telegrafisch aan de leiding van het BI te worden gemeld. Mogelijk had het hoofd van het BI, majoor Jan Marginus Somer, Sutherland voor deze speciale opdracht uitgekozen omdat hij de vader van Sutherland goed kende. In zijn voormalige functie van districtscommandant van de Ordedienst (OD) in Breda had Somer met de vader van Sutherland samengewerkt.

## Plaats van tewerkstelling
Rond half twee in de morgen van 5 augustus 1944 werd het agentenkoppel Sutherland en Mans, in de omgeving van Groot-Ammers, boven Zuid-Holland geparachuteerd. Om het risico van aanhouding voor Mans en Sutherland zo veel mogelijk te verkleinen was voor de agenten een afwerpterrein gekozen dat was gelegen tussen Rotterdam, Utrecht en Den Haag. Door medewerkers van de Groep Albrecht was het landbouwbedrijf van Krijn Ooms aanbevolen. Ooms  woonde in Groot-Ammers aan de zuidoever van de rivier de Lek en had voor de dienst al meerdere onderduikers geholpen. Niets was aan het toeval overgelaten want aan de hand van luchtfoto’s, die door de RAF speciaal voor deze operatie waren gemaakt, werd het pinpoint op een paar honderd van het bedrijf bepaald. Als eerste aanloopadres bezochten de agenten Krijn Ooms. De beide agenten droegen zorg voor de berging van hun materiaal. Daarna troffen ze tijdens het weekend voorbereidingen om hun opdracht uit te kunnen voeren.

### Seinpost in Langendijk
Op 7 augustus 1944 volgden beide agenten hun bestemming. Mans reisde naar Rotterdam om zich in verbinding te stellen met een contactman van de spionagegroep Albrecht. Daarna vervolgde hij zijn inspectietocht naar Den Haag en andere plaatsen in het westen van het land. Sutherland meldde zich bij zijn contactpersonen in Dordrecht en Eindhoven waar hij in geval van nood hulp zou kunnen krijgen. De contactpersoon in Eindhoven bezorgde Sutherland een veilig schuiladres bij boer Dirk Boonstoppel in de gemeente Langendijk bij Roosendaal. De afspraak was dat Sutherland daar zou wachten tot Mans hem daar kwam ophalen.

### Seinpost in Utrecht
Niet ontevreden over de gang van zaken ging Mans op 15 augustus 1944 zijn eigen radiotelegrafist uit Noord-Brabant ophalen. Ze reisde naar Utrecht. In Utrecht werd Sutherland door Mans bij de familie A.van Arkel ondergebracht. Met de hulp van medewerkers van de Groep Packard werd het materiaal van Sutherland naar Utrecht overgebracht. De seinpost van Sutherland werd in een leegstaande fabrieksloods ingericht. De loods was gemakkelijk bereikbaar voor Mans en voor de koeriers van de Groep Albrecht en de Groep Packard. Drie maanden lang seinde Sutherland met succes de inlichtingen, die hem door koeriers werden aangeleverd, door naar het BI in Londen. Zelf voerde hij ook verkenningen uit. Zo was hij in staat om de locatie van V1-stellingen aan het BI door te geven. Tijdens zijn radiocontacten met het BI maakte Sutherland gebruik van de codenamen; Tini Nieuwenhuizen, Tini, Charles, Lichtschip en De Suut. Tijdens zijn contacten in “het veld” gebruikte hij de schuilnaam; Cornelis A.M.Hooydonk.

## Zendgroep Vuurtoren
Alhoewel Mans in Utrecht zat ondergedoken vernam Sutherland vanaf begin september 1944 niets meer van Mans. Strikt tegen de security-regels in ging Mans op familiebezoek. Hij bezocht zijn broer en hij nam onder meer afscheid van zijn stervende vader. Eind september 1944 liet Mans weer iets van zich horen. Daarna verplaatste hij zich per fiets via de Afsluitdijk naar zijn bestemming in Groningen. Hij meldde zich bij S.P.de Boer, een medewerker van de Groep Packard aldaar. Vanuit dit aanloopadres zouden de seinposten in de noordelijke provincies worden ingericht. In Groningen ging Mans de opvang voorbereiden van de agenten; Cornelis Hendrik van Bemmel, Gerard Kouwenhoven, Gerhardes Laurentius Ensink en Harmen Koopmans. De agenten waren bestemd voor de Zendgroep Vuurtoren en ze zouden op, 6 en 7 oktober 1944  boven de provincies Groningen en Friesland worden geparachuteerd.
Op 10 november 1944 werd Karel Mans in de stad Groningen door de SD gearresteerd. Tijdens het verhoor werd hij zwaar gefolterd. Hij was niet tegen de gebruikte verhoormethode bestand en sloeg door. Na de arrestatie van Mans was de SD in de gelegenheid om de gehele Zendgroep Vuurtoren op te rollen. Er werden zenders uitgepeild. Op diverse plaatsen werden huiszoekingen verricht. Er werden mensen gearresteerd en een enkeling werd ter plaatse dood geschoten. 
Op 11 november 1944 werd Sutherland in Utrecht door de SD gearresteerd. Met een door Mans getekend situatieschetsje reden de SD rechercheurs recht op zijn onderduikadres af. Hij werd voor verhoor naar de Deutsche Untersuchungs- und Strafgefängnis aan het Wolvenplein overgebracht. Het verhoor werd geleid door SD und SS-Hauptscharführer Heinrich Kurt Otto Haubrock. Om Sutherland te intimideren en te desillusioneren vertelde Haubrock dat hij door Karel Mans was verraden en dat Sutherland onder erbarmelijke omstandigheden vast zat terwijl zijn baas vrij rondliep en met de SD samenwerkte. In het voorjaar van 1945 werd Sutherland, via Kamp Amersfoort, op transport gesteld naar Neuengamme in Duitsland. Ernstig verzwakt en verwond keerde hij medio 1945 naar Nederland terug. Snel specialistisch ingrijpen redde hem het leven. 

## Onderscheidingen
- Bronzen Leeuw, KB nr.8 van 30 augustus 1948.